# Amblystomus orpheus
Amblystomus orpheus es una especie de escarabajo del género Amblystomus, categorizada en la tribu Harpalini, de la subfamilia Harpalinae. Fue descrita por LaFerté-Sénectère en 1853.
Mide aproximadamente 4,8 mm de longitud. Se distribuye por Emiratos Árabes, Yemen, Cabo Verde, Mauritania, Senegal, Gambia, Malí, Burkina Faso, Níger, Chad, Camerún, República Centroafricana, Eritrea, Somalia, República Democrática del Congo, Uganda, Kenia, Burundi, Tanzania, Angola, Malaui, Mozambique, Zimbabue, Namibia y Sudáfrica.